# Philippe Canaye
Pour les articles homonymes, voir Canaye.
Philippe de La Canaye, sieur de Fresnes, né en 1551 à Paris où il est mort le 25 février 1610, est un jurisconsulte et diplomate français.

## Biographie
Fils d’un avocat au Parlement qui le fit élever avec beaucoup de soin et le laissa choisir le calvinisme, Philippe Canaye voyagea à l’âge de quinze ans en Allemagne, en Italie et Constantinople. À son retour, il prit la carrière de son père et se distingua au barreau du Parlement.
Il acheta une charge de conseiller d'État sous Henri III. Henri IV l’envoya comme ambassadeur en Angleterre (1586), en Suisse (1588) et en Allemagne. 
Nommé président de la chambre mi-partie de Castres en 1595, il exerça cette fonction avec beaucoup d’intégrité, de sagesse et de désintéressement. En 1600, il fut désigné par Henri IV comme arbitre dans les conférences de Fontainebleau entre les catholiques, représentés par le cardinal Du Perron, et les protestants qui avaient choisi Duplessis-Mornay. Il sentit peu à peu sa conviction tellement ébranlée qu’il abjura la religion réformée pour se convertir au catholicisme en 1601.
L’année suivante, il fut envoyé en ambassade à Venise et eut l’adresse de terminer les différends de cette république avec le pape Paul V qui lui en marqua de la reconnaissance. 
Il a laissé une Relation de ses ambassades, des Mémoires, 3 vol. in-fol., 1635 et une traduction française ou plutôt une analyse de l'Organon d'Aristote, in-folio, 1589.

## Œuvres
- Extrait des Lettres et ambassade, t. 3, livre 5, Paris, Étienne Richer, 1636
- Lettres et ambassade de messire Philippe Canaye, seigneur de Fresne,... avec un sommaire de sa vie, et un récit particulier du procès criminel fait au maréchal de Biron, Paris, E. Richer, 1635-1636
- L’Organe, c’est-à-dire l’instrument du discours, divisé en deux parties, sçavoir est, l’analytique, pour discourir véritablement, et la dialectique, pour discourir probablement. Le tout puisé de l'Organe d'Aristote, Genève, Jean de Tournes, 1589
- Remonstrances et discours faicts et prononcez en la Cour et Chambre de l'édict establie à Castres d'Albigeois, pour le ressort de la Cour de Parlement de Tholose, par messire Philippe Canaye, seigneur de Fresnes,... et président en laditte Cour, Paris, J. Périer, 1598
- Le Voyage du Levant : de Venise à Constantinople, l’émerveillement d’un jeune humaniste (1573), trad. et notes H. Hauser, Ferrières, Éd. de Poliphile, 1986  (ISBN 2868880096)

## Sources
- Notice dans un dictionnaire ou une encyclopédie généraliste :   - Deutsche Biographie
- Notices d'autorité :   - VIAF
  - ISNI
  - BnF (données)
  - IdRef
  - LCCN
  - GND
  - Italie
  - Espagne
  - Pays-Bas
  - Israël
  - NUKAT
  - Vatican
  - Tchéquie
  - Portugal
- Jean Chrétien Ferdinand Hoefer, Nouvelle Biographie générale, t. 8, Paris, Firmin-Didot, 1855, p. 442-3